# 金洪才
金 洪才（キム・ホンジェ、朝鮮語: 김 홍재、1954年10月10日 - ）は、兵庫県伊丹市出身の指揮者。
朝鮮民主主義人民共和国国立交響楽団、並びに尹伊桑管弦楽団に客演した経験がある。

## 人物
桐朋学園大学音楽学部卒業。指揮を堤俊作、秋山和慶、小澤征爾らに師事。1978年、東京シティ・フィルハーモニック管弦楽団特別演奏会でデビュー。1979年、東京国際音楽コンクール〈指揮〉部門で第2位と、初めての特別賞(齋藤秀雄賞)を受賞。1980年、テレビ番組『オーケストラがやって来た』の専属指揮者に、また1981年にはNTV系『私の音楽会』の専属指揮者に選ばれる。東京シティ・フィルハーモニック管弦楽団、名古屋フィルハーモニー交響楽団、京都市交響楽団、広島交響楽団の指揮者を歴任の傍ら、読売日本交響楽団、東京都交響楽団、新日本フィルハーモニー交響楽団をはじめ全国の主要オーケストラに客演。内外の著名ソリストとも数多く共演。1988年7月、中国国立放送管弦楽団を指揮。1989年よりベルリンにおいて作曲家、尹伊桑(ユン・イサン)の下で研鑽を積む。1991年、帰国後にユン・イサンの作品、交響曲第2番、第3番を始め数多くの管弦楽作品を日本初演（新日本フィル、東響、京響、他）。 1992年9月には、ニューヨーク・コーリアン交響楽団を指揮し、カーネギーホールでアメリカデビュー。また、1998年に長野で開催されたパラリンピック開幕式典演奏の指揮をつとめた。同年、渡邉暁雄音楽賞受賞。
2000年10月、ソウルで開かれたアジア欧州会議(ASEM)の祝賀公演に招かれて韓国KBS交響楽団を指揮、引き続き2001年4月、2003年8月、2005年8月に客演。2002年7月には韓国交響楽団定期演奏会に客演する。2004年10月、文化庁舞台芸術国際フェスティバル公演として、ソウル・フィルハーモニック管弦楽団来日公演と続くソウル公演を指揮。
2001年10月に韓国《芸術の殿堂・オペラハウス》でヴェルディのオペラ「仮面舞踏会」を5夜連続公演。2003年9月にはひろしまオペラ推進委員会主催による日韓提携公演プッチーニ「蝶々夫人」を指揮。
2007年より韓国・蔚山（ウルサン）市立響の芸術監督に就任。2012年6月にアメリカ、カナダで公演、更に2015年6月に行われたアメリカ公演では、カーネギーホール、国連本部会議場ホールで公演。
2016年6月には、韓国・光州（クァンジュ）市立響創立40周年を記念した来日公演を指揮。同年11月、同響常任指揮者に就任。

## 来歴
- 1970年、神戸朝鮮高級学校入学。
- 1973年、桐朋学園大学入学。指揮を小澤征爾、秋山和慶、森正、堤俊作に師事。
- 1978年3月、東京シティ・フィルハーモニック管弦楽団特別演奏会でデビュー。
- 1979年9月、第5回東京国際音楽コンクール〈指揮〉で第2位及び特別賞（斎藤秀雄賞）を受賞。
- 1981年4月、東京シティ・フィルの指揮者に就任。
- 1984年4月、名古屋フィルハーモニー交響楽団の指揮者に就任。
- 1987年4月、京都市交響楽団の指揮者に就任。
- 1991年4月、大阪市音楽団の首席指揮者に就任。
- 1992年9月、コリアン・シンフォニー・オーケストラを指揮してニューヨーク・カーネギーホールでアメリカデビュー。
- 1998年3月、長野パラリンピックの開幕式セレモニーで指揮を務める。
- 1998年、渡邉暁雄音楽基金音楽賞を受賞。
- 2000年10月、ソウルで開かれたアジア欧州会合（ASEM）の祝賀公演に招かれ、韓国のKBS交響楽団を指揮する。
- 2007年11月、韓国の蔚山市立交響楽団の常任指揮者に就任。
- 2016年11月、韓国の光州市立交響楽団の常任指揮者に就任。